# Cécilia Mobuchon
Cécilia Mobuchon (née le 20 janvier 1987 à Saint-Brieuc) est une athlète française, spécialiste des courses de fond.

## Palmarès
| Année | Épreuve                                 | Lieu   | Position | Type       | Temps          |
| ----- | --------------------------------------- | ------ | -------- | ---------- | -------------- |
| 2019  | Championnats de France de semi-marathon | Vannes | 1re      | Individuel | 1 h 19 min 23s |